# Any hidrològic
L'any hidrològic, en hidrologia, és un període de 12 mesos al llarg del qual es mesuren les precipitacions sobre una determinada conca hidrogràfica. L'any hidrològic no coincideix necessàriament amb l'any natural, és a dir, el període que convencionalment transcorre entre l'1 de gener i el 31 de desembre d'un mateix any. Això és així per a tenir en compte que part de la precipitació de tardor i hivern pot acumular-se en forma de neu i no fondre's fins a la primavera següent, que, en l'hemisferi nord, correspondria a l'any següent.
El començament de l'any hidrològic pot variar entre una regió i una altra, fins i tot dins d'un mateix Estat. Per exemple, a l'hemisferi nord amb clima continental extrem, amb estius molt secs i hiverns plujosos, el començament de l'any hidrològic sol donar-se al setembre o a l'octubre. A l'hemisferi sud, al contrari, pot considerar-se març o abril.
A Espanya es considera que l'any hidrològic comença l'1 d'octubre i acaba el 30 de setembre, encara que també se sol considerar l'any agrícola o hidro-meteorològic que comença l'1 de setembre i acaba el 31 d'agost. A l'hemisferi sud, concretament a Xile es considera que l'any hidrològic comença l'1 d'abril i finalitza el 31 de març.